# Concours des vins Féminalise
Le concours des vins Féminalise est un concours féminin annuel professionnel d'œnologie des vins de France, de portée internationale, fondé en 2007 à Beaune en Bourgogne (capitale vinicole de renommée internationale).

## Historique
En 2007, Didier Martin (fondateur en 1996 du concours des vins de Bourgogne « Burgondia »), fonde ce concours des Féminalise, ouvert au mois d'avril au Palais des congrès de Beaune (mondialement célèbre pour sa vente des hospices de Beaune) à tous les vins de France de viticulteurs, viticultrices, caves coopératives ou négociant(e)s.
Plus de 600 participantes (170 en 2007) pour déguster plus de 4000 vins exclusivement dégustés à l'aveugle par des femmes professionnelles de la filière vin ou œnophile française (œnologues, vigneronnes, sommelières, cavistes, etc) avec plus de 500 vins féminalisés. L'événement bénéficie d'une large couverture médiatique avec entre autres La Revue du vin de France, Gault et Millau, L'Express, Marie Claire, Le Bien public et de nombreuses revues et sites internet spécialisés ...

## Présidentes du concours
- 2007 : Éva Darlan (actrice).

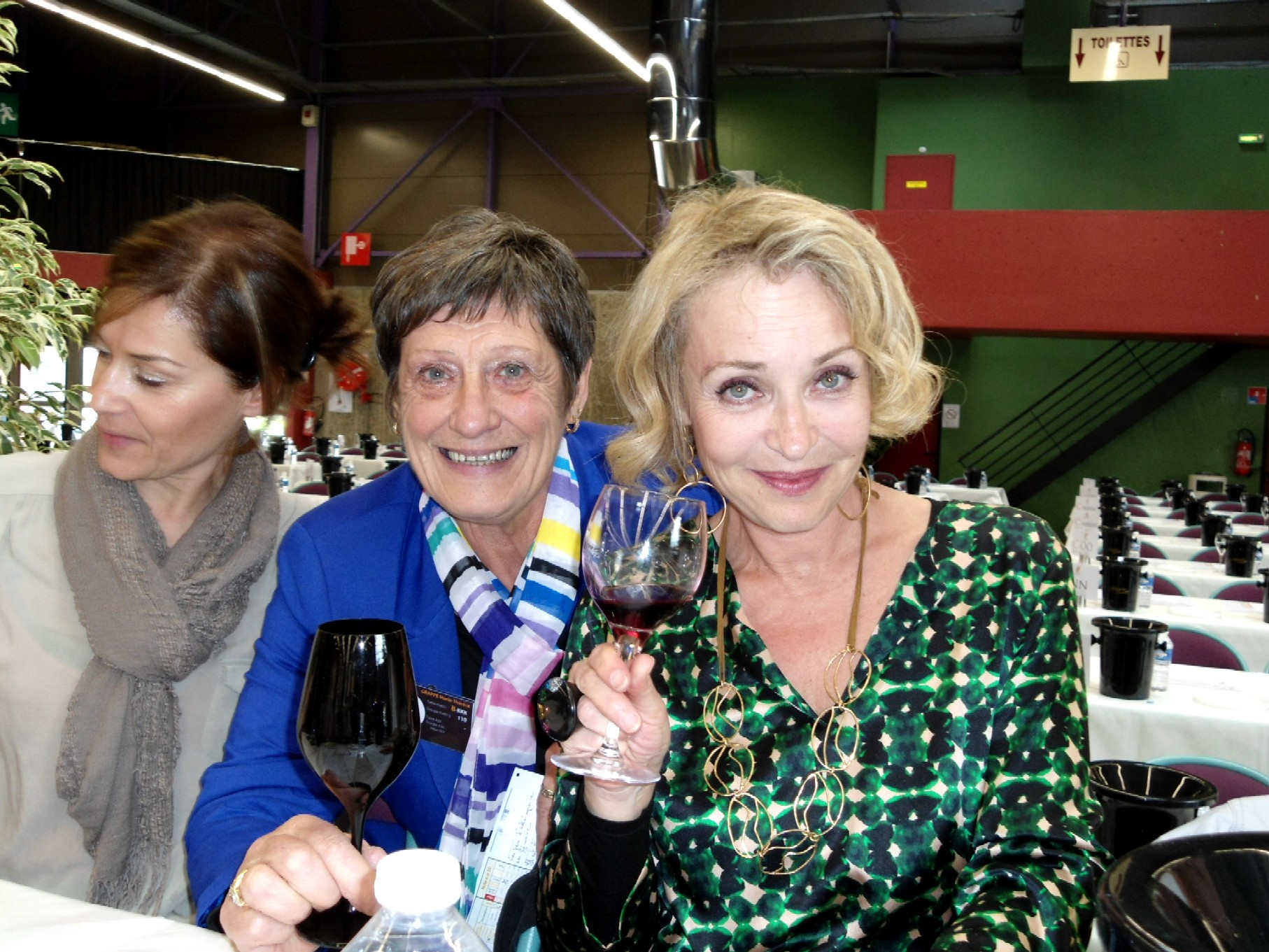
Fanny Cottençon (présidente des Féminalise 2013) et Marie-Thérèse Grappe (jury et présidente de l'Association des œnophiles et dégustateurs du Jura).

- 2008 : Lætitia Bléger (Miss France 2004, fille de viticulteur alsacien).
- 2009 : Macha Méril (actrice).
- 2010 : Anne Caillon (actrice).
- 2011 : Elsa Kikoïne (actrice).
- 2012 : Armelle Deutsch et Audrey Fleurot (actrices).
- 2013 : Fanny Cottençon (actrice).
- 2014 : Sophie Broustal (actrice)
- 2016 : Ludivine Griveau (Régisseur du Domaine des Hospices de Beaune)